# Аґатонікійська єпархія
Аґатонікійська єпархія (болг. Агатоникийска епархия, грец. Ιερά Μητρόπολη Αγαθονίκειας) — титулярна єпархія Православної церкви Константинополя та Православної церкви Болгарії.

## Історія
Перші згадки про Аґатонікійську єпископію як першу з десяти єпископій Пловдивської єпархії датовані IX століттям. Відомий лише один діючий єпископ — Василій, всі інші були титулярними єпископами та єпископами Константинопольської православної церкви. У XIX столітті аґатонікійські єпископи були вікаріями Пловдивської митрополії і проживали в Пазарджиці.
Точне місце розташування Аґатонікійської єпархії невідоме. Є припущення, що вона знаходилася біля підніжжя Родопи поблизу Пловдива. За іншими даними — біля села Оряхово на південних схилах Сакари.

## Єпископи
Єпископи Константинопольської православної церкви
- Василій (друга половина ХІ століття)

Титулярні єпископи Константинопольської православної церкви
- Діонісій (близько 1763–1827)

Титулярні митрополити Константинопольської православної церкви
- Орест (Чорнок) — (1 січня 1966 — 17 лютого 1977)
- Апостол (Даніїлідіс) — (6 листопада 1995 — 4 вересня 2000)

Титулярні єпископи Болгарської православної церкви
- Йона (Проданов) — (30 грудня 1951 — 12 грудня 1959)
- Наум (Шотлев) — (28 листопада 1982 — 31 березня 2005)
- Борис (Добрев) — (з 22 березня 2008)